# Saint-Denis-le-Gast
Saint-Denis-le-Gast är en kommun i departementet Manche i regionen Normandie i norra Frankrike. Kommunen ligger i kantonen Gavray som tillhör arrondissementet Coutances. År 2022 hade Saint-Denis-le-Gast 527 invånare.

## Befolkningsutveckling
Antalet invånare i kommunen Saint-Denis-le-Gast
| Referens: INSEE |